# Nosszisz
Nosszisz (Νοσσίς) ókori görög epigrammaköltő volt i. e. 300 körül. Tizenkét műve maradt fenn. Gadarai Meleagrosz a legkiválóbb görög énekesek közé sorolja, Thesszalonikéi Antipatrosz pedig az Anthologia Palatinában aközé a kilenc költő közé, kik megérdemlik, hogy a múzsákkal versengjenek.
Az Itáliai-félsziget egyik görög kolóniájában, Lokri városában született, mint azt egyik versében említi. Lokriról Polübiosz egy írásában megjegyzi, hogy anyai ágon tartották számon a leszármazást; erre más bizonyíték nincs, és bár Nosszisz egy versében anyját és nagyanyját nevezi meg felmenőiként, ez nem feltétlenül a matrilineáris rendszer bizonyítéka, mert a nők körében gyakori lehetett, hogy anyjuk, nem pedig apjuk gyermekeként nevezték meg magukat. Ez mutatja, hogy verseit kifejezetten női közönségnek szánta, és hozzájárul ahhoz, Nosszisz – Szapphóval és Érinnával együtt – az egyik első európai költő, aki kifejezetten női hangon szól. Hogy ezt már a kortársak is így érezték, annak egy jele, hogy Antipatrosz, mikor kilenc női költőt sorolt fel az Anthologia Palatinában, Nosszisz neve mellé a thelüglósszosz („női módon beszélő” vagy „nőkhöz beszélő”) jelzőt írja, ami azt jelzi, a költő még nőhöz képest is szokatlanul női hangon írt.

## Epigrammái
Nosszisznak tizenkét epigrammája maradt fenn a Görög antológia részévé vált Anthologia Palatinában. Ezek közül az első, a Nincs édesebb a vágynál kezdetű (Anthologia Palatina, V. könyv, 170.) megihlette Hilda Doolittle 20. századi amerikai költőt is, aki feldolgozta Nossis című versében. Három másik verse (Anth. Pal. VI/275, IX/332, IX/605) szintén Aphrodité tiszteletére íródott, valószínűleg az istennőnek adományozott ajándékok felirataként; Polüarkhisz, a hetéra, egy szobrot adományozott az istennőnek a vers szerint; a két másik adomány Kallótól és Szamütától, valószínűleg szintén hetéráktól származott. Portrészobrokról szól három másik verse (Anth. Pal. VI/353, VI/354, IX/604) Melinna, Szabaethisz és Thaumareta szobrához; utóbbinál finom humorral megjegyzi, hogy a portré élethűsége még a család kutyáját is megtéveszti, Melinna versénél pedig megjegyzi, mennyire hasonlít a leány az anyjához. (Egy értelmezés szerint „leány” alatt a képmás értendő, és a vers arról szól, mennyire hasonlít a szobor vagy festmény a modelljéhez.)
Idegen, ha Mütilénébe hajózol… kezdetű versében (Anth. Pal. VII/718) a szapphói hagyomány örököseként nevezi meg magát; ez egyike annak a három versnek, melyben szerepel a neve. Saját maga mellett anyját és anyai nagyanyját is megemlíti egy versében (Anth. Pal. VI/265.), melyet Hérához írt; említi benne, hogy anyjával egy köntöst készítettek, melyet ajándékba vittek az istennő közeli templomába.
További epigrammái változatos témakört fednek le. Egy műve (Anth. Pal. VII/414) sírfelirat, mely a szürakúzai Rinthón, egy klasszikus tragédiákat parodizáló szicíliai szerző számára készült; nem tudni, valós sírfeliratnak íródott-e vagy halála után az emlékére. Az Anth. Pal. VI/132. vers Lokri népének a bruttiaiak felett aratott győzelméről szól és az ellenségtől zsákmányolt fegyvereket énekli meg. Az Anth. Pal. VI/273. epigramma Artemiszt szólítja meg, hogy segédkezzen egy bizonyos Alkétisz szülésénél.